# Stine Svangård
Stine Franziska Svangård (født 4. juli 1984 i Horsens) er en dansk håndboldspiller, der spiller for franske Mérignac Handball. Hun kom til klubben i 2019. Hun har tidligere optrådt for Odense Håndbold, Randers HK, KIF Vejen, franske Toulon og flere gange i SønderjyskE Håndbold.